# Microsoft MapPoint
Microsoft MapPoint é um software da empresa Microsoft.
É uma tecnologia ( "MapPoint Web Service", anteriormente conhecido como MapPoint. NET) e um software específico que permite aos usuários visualizar, editar e integrar mapas. 
O software e de tecnologia são concebidos para facilitar a visualização e análise geográfica de qualquer dos dados incluídos ou costume dados. Numerosos aquisições (Vexcel, proximidade Corporation, GeoTango, etc) que tenham completados funcionalidade e integração dos dados. 
MapPoint é destinado a usuários comerciais, mas concorre no mercado de baixo final GIS. Ele inclui todas as funcionalidades da versão mais recente de ruas e passeios, software de mapeamento do consumidor, no momento do desenvolvimento, bem como integra com Microsoft Office, os dados de mapeamento a partir de várias fontes, incluindo o Microsoft Excel, e um Visual Basic for Applications (VBA) interface que permite a automatização da MapPoint ambiente.
MapPoint foi descontinuado.